# Fotogramas de Plata 2019
La 70a cerimònia de lliurament dels Fotogramas de Plata 2019, lliurats per la revista espanyola especialitzada en cinema Fotogramas, havia de tenir lloc el 2 de març de 2020 al Parc del Retiro de Madrid presentada per Ana Morgade. Els finalistes es van reunir en un sopar el 18 de febrer de 2020. Tanmateix la gala es va suspendre degut a que el Parc del Retiro fou clausurat per les autoritats municipals a causa de les tempestes de vent. La cerimònia es va preveure novament pel març, però fou novament ajornada per la pandèmia per coronavirus de 2019-2020.
El dimecres 11 de novembre de 2020, van anunciar que Ana Morgade conduiria un programa especial que va ser emès el dia 12 de novembre de 2020 a les 20hs, a través de la seva pàgina web i xarxes socials, on es van comunicar els guanyadors de l'edició.

## Candidatures

### Millor pel·lícula espanyola
| Pel·lícula     | Director        | Resultat   |
| -------------- | --------------- | ---------- |
| Dolor y gloria | Pedro Almodóvar | Guanyadora |

### Millor pel·lícula estrangera
| Pel·lícula | Director     | Resultat   |
| ---------- | ------------ | ---------- |
| Paràsits   | Bong Joon-ho | Guanyadora |

### Tota una vida
| Intèrpret        | Resultat   |
| ---------------- | ---------- |
| Rosa Maria Sardà | Guanyadora |

### Millor actriu de cinema
| actriu          | Pel·lícula            | Resultat   |
| --------------- | --------------------- | ---------- |
| Belén Cuesta    | La trinchera infinita | Guanyadora |
| Greta Fernández | La hija de un ladrón  | Candidata  |
| Marta Nieto     | Madre                 | Candidata  |

### Millor actor de cinema
| Actor            | Pel·lícula              | Resultat   |
| ---------------- | ----------------------- | ---------- |
| Antonio Banderas | Dolor y gloria          | Guanyadora |
| Mario Casas      | Adiós                   | Candidat   |
| Karra Elejalde   | Mientras dure la guerra | Candidat   |

### Millor actor de televisió
| Actor         | Sèrie de televisió | Resultat  |
| ------------- | ------------------ | --------- |
| Enric Auquer  | Vida perfecta      | Candidat  |
| Javier Cámara | Vota Juan          | Candidat  |
| Álvaro Morte  | La casa de papel   | Guanyador |

### Millor actriu de televisió
| Actriu         | Sèrie de televisió  | Resultat   |
| -------------- | ------------------- | ---------- |
| Toni Acosta    | Señoras del (h)AMPA | Guanyadora |
| Candela Peña   | Hierro              | Candidata  |
| Aixa Villagrán | Vida perfecta       | Candidata  |

### Millor actriu de teatre
| Actriu         | Muntatge                | Resultat   |
| -------------- | ----------------------- | ---------- |
| María Hervás   | Jauría                  | Guanyadora |
| Alba Flores    | La excepción y la regla | Candidata  |
| Concha Velasco | La metamorfosis         | Candidata  |

### Millor actor de teatre
| Actor/Companyia | Muntatge      | Resultat  |
| --------------- | ------------- | --------- |
| Félix Gómez     | La golondrina | Candidat  |
| Carlos Hipólito | Copenhaguen   | Guanyador |
| Dani Rovira     | Odio          | Candidat  |

### Millor sèrie espanyola segons els lectors
| Candidata        | Resultat   |
| ---------------- | ---------- |
| Élite            | Candidata  |
| La casa de papel | Candidata  |
| Vida perfecta    | Guanyadora |

### Millor pel·lícula espanyola segons els lectors
| Candidata               | Resultat   |
| ----------------------- | ---------- |
| Dolor y gloria          | Candidata  |
| Mientras dure la guerra | Guanyadora |
| La trinchera infinita   | Candidata  |